# مونیکا کاروالیو
مونیکا رودریگز کاروالیو (زاده ۲۸ مارس ۱۹۷۱ در ریودوژانیرو) بازیگر و مدل سابق برزیلی است. او دختر سرجیو کاروالیو بازنشسته لهستانی‌تبار و همسرش، اصالتاً اهل باهیا و پرتغال، مری آف گریس است. او خواهر تاجر، سرجیو ریکاردو است.

## زندگی شخصی
در سال ۲۰۰۰ او به یک نامزدی پنج ساله با تاجر ریکاردو سانتوس پایان داد.
در کارناوال سال ۲۰۰۱ او شروع به قرار ملاقات با آرمیندو جونیور کرد، و در سال ۲۰۰۴ صاحب یک دختر به نام یاکلارا شدند. رابطه این زوج با بارداری به پایان رسید.
در سال ۲۰۰۹ با آلار پاریس جونیور ازدواج کرد. در اوایل فوریه به مطبوعات اعلام شد که این بازیگر تقریباً دو ماه با فرزند دوم خود باردار بود، اما سپس فاش شد که در ۲۰ فوریه ۲۰۱۳ این بازیگر دچار سقط جنین شده‌است.

## فیلم‌شناسی

### تلویزیون
| سال  | عنوان                     | نقش                         | یادداشت                                  |
| ---- | ------------------------- | --------------------------- | ---------------------------------------- |
| ۱۹۹۳ | زنان شنی                  |                             | افتتاح                                   |
| ۱۹۹۴ | یک ویاژم                  |                             | کامئو                                    |
| ۱۹۹۴ | اعترافات نوجوان           | فرناندا                     | قسمت: "Chegou o Verão"                   |
| ۱۹۹۵ | چهار در چهار              | ریتا                        | قسمت: "۲۱ جولای"                         |
| ۱۹۹۵ | تاریخچه آمور              | Neusa                       |                                          |
| ۱۹۹۶ | زندگی همین‌طور که هست…     | لیلا                        | قسمت: "Para Semper Desconhecida"         |
| ۱۹۹۷ | یک ایندومادا              | ماریبل                      |                                          |
| ۱۹۹۷ | مالهسائو                  | نائومی                      | فصل ۳; قسمت: "۱۲ نوامبر"                 |
| ۱۹۹۷ | برای عشق                  | سیلویا                      | قسمت: "۲۸ دسامبر"                        |
| ۱۹۹۸ | کورپو دورادو              | کلارا فاریا                 |                                          |
| ۱۹۹۸ | مالهسائو                  | ورونیکا پیس                 | فصل ۵                                    |
| ۱۹۹۹ | تصمیم بگیرید              | کلارا                       | قسمت: "Mulher de Amigo"                  |
| ۱۹۹۹ | تصمیم بگیرید              | روزانا                      | قسمت: "Amélia Que Era Mulher de Verdade" |
| ۲۰۰۰ | تصمیم بگیرید              | ایزدورا                     | قسمت: "Pré-datado"                       |
| ۲۰۰۱ | پورتو دوس میلاگرس         | ماریا دو سوکورو (سوکورینیو) |                                          |
| ۲۰۰۳ | شکلات کام پیمنتا          | گیلدیت لیما (جیجی)          |                                          |
| ۲۰۰۶ | شهروند برزیلی             | مائورا کاستانیو             |                                          |
| ۲۰۰۷ | کامینهوس دو کوراسائو      | آمالیا فورتوناتو            |                                          |
| ۲۰۰۸ | جهش یافته‌ها - مسیرهای قلب | آمالیا فورتوناتو            | قسمت: "۳ ژوئن"                           |
| ۲۰۱۰ | سونهو دورادو              | گیسلین                      |                                          |
| ۲۰۱۰ | اوما رزا کام آمور         | نارا پارانهوس د واسکونسلوس  |                                          |
| ۲۰۱۱ | فینا استامپا              | گلوریا مونتیرو              |                                          |
| ۲۰۱۴ | شاگرد مشهور               | خودش                        | نمایش واقعی                              |
| ۲۰۱۵ | یک ایلها دو لوبیسوم       |                             |                                          |
| ۲۰۱۷ | تمپو د عمار               | ایسمنیا                     | قسمت‌ها: «۱–۶ دسامبر»                     |
| ۲۰۱۹ | جزابل                     | تانتیت                      |                                          |

### فیلم
- ۱۹۹۸ - درام اوربانو، از اودوریکو مندس
- ۲۰۰۸ - ایلها دوس اسکراووس، از فرانسیسکو مانسو